# Eremiaphila foureaui
Eremiaphila foureaui es una especie de mantis de la familia Eremiaphilidae.

## Distribución geográfica
Se encuentra en Argelia y el Chad.